# Philipp Franz Schleich

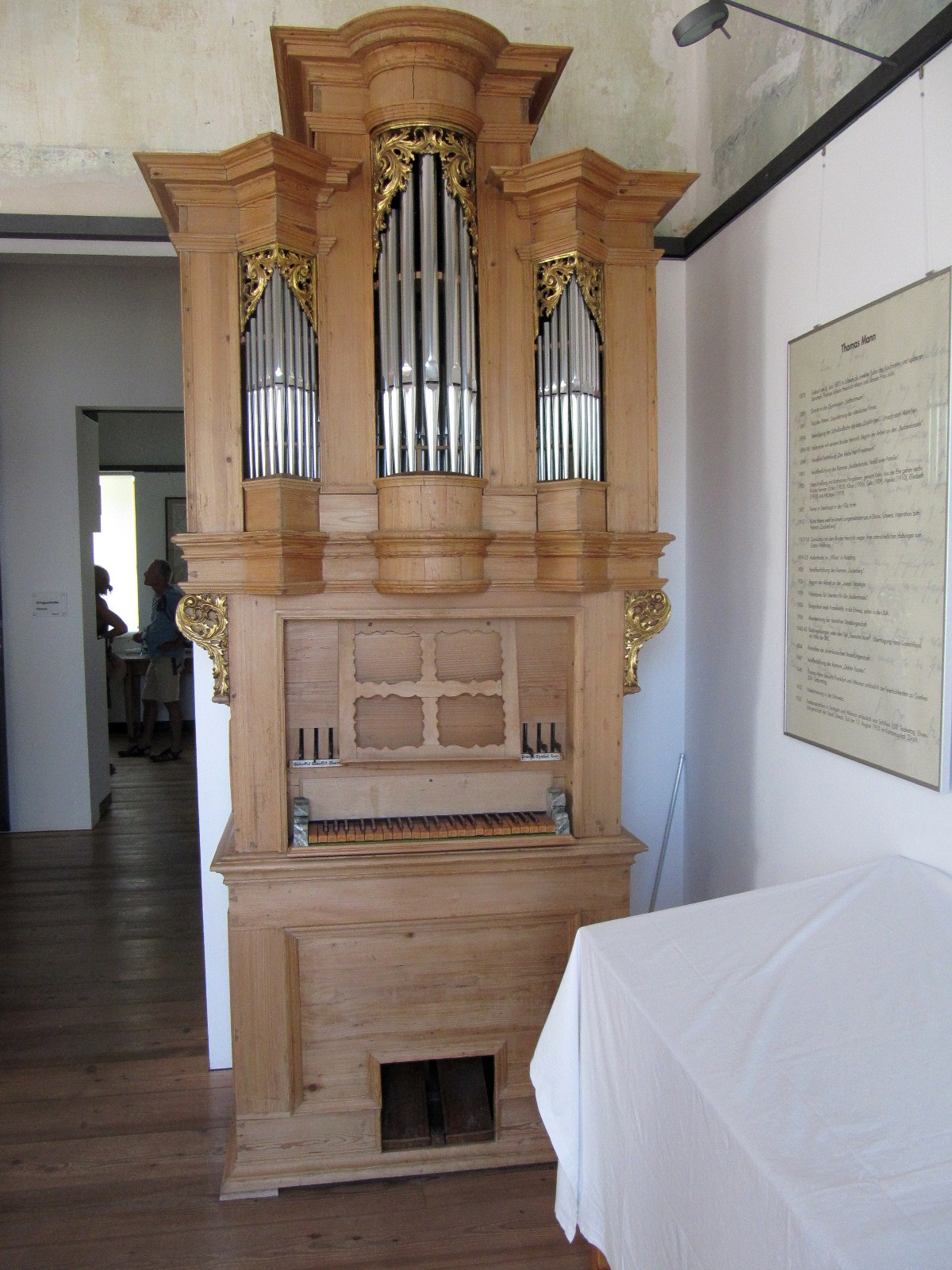
Ehemalige Orgel von St Nikolaus auf der Ilkahöhe

Philipp Franz Schleich (* um 1686 vermutlich in Bamberg; † 15. November 1723 in Stadtamhof) war ein deutscher Orgelbauer.

## Leben und Werk
Philipp Franz Schleich wurde um 1686 vermutlich in Bamberg als Sohn des Orgelbauers Adam Philipp Schleich geboren. Er war als Inhaber einer Orgelbauwerkstatt in Dietfurt tätig. Um 1715 verlegte er sie nach Stadtamhof. Mit 38 Jahren verstarb er dort. Seine Witwe heiratete den Orgelbauer Johann Konrad Brandenstein.
Von Schleichs Werken sind nur zwei erhalten: Eine Kammerorgel aus dem Jahr 1718, die sich im Historischen Museum in Regensburg befindet, sowie ein im Jahr 1720 erbautes Instrument, das bis 2018 in der St. Nikolauskirche auf der Ilkahöhe in Tutzing stand. Letzteres wurde 2018 durch eine moderne Orgel ersetzt und fand zunächst einen neuen Standort im Ortsmuseum von Tutzing; es gab jedoch Überlegungen, es als Dauerleihgabe in das Orgelmuseum in Kelheim zu geben.

## Kirchenorgel in Tutzing
Die ungefasste Orgel ist mit einer kurzen Oktave ausgestattet. Über zwei Tretschemel wird Luft durch den Spieler selbst über zwei Schöpfbälge angesaugt und in einen mehrfaltigen Magazinbalg zur Bevorratung geleitet, der den Spielwind an die Schleiflade abgibt. Die Registerschaltung wird über eiserne Manubrien betätigt. Die Holzpfeifen der beiden Gedacktregister sind zu 80 % Originalsubstanz, alle Metallpfeifen der restlichen Register wurden restaurativ neu angefertigt, da die Originalpfeifen nicht mehr verwendbar waren. Neu angefertigt wurde auch die Klaviatur und ein Schleierbrett.
Im Inneren befindet sich eine Pergamentinschrift, welche lautet:
„Philippus Franciscus Schleich Bürger und Orgelmacher aus Stadt am Hof. Im Augustus ist das Orgelwerck fertig geworden Anno 1720.“
Die Disposition lautet:
| Manual CDEFGA–c3 |          |  |
| Gedackt          | 8′       |  |
| Gedackt          | 4′       |  |
| Prinzipal        | 2′       |  |
| Quinte           | (1 ⁄3′)  |  |
| Terz             | (1 3⁄5′) |  |
| Cymbel           |          |  |

Das Instrument lag in zerlegtem Zustand vergessen auf dem Dachboden des örtlichen Gymnasiums. Auf einen Hinweis des amtierenden Hausmeisters wurde das Instrument gesichtet und nach der geschichtlichen Einordnung als bedeutende Denkmalorgel 2012 von Dieter Schingnitz restauriert bzw. restaurativ ergänzt.

## Kammerorgel in Regensburg
Laut Signatur stellte Schleich die fünfregistrige Kammerorgel am 1. Mai 1718 fertig. Das Gehäuse ist einem intarsiengeschmückten Schrank nachempfunden, mit Füllungen und Beschlägen. Das kunstvoll geschnitzte Schleierbrett mit vergoldeten Akanthusranken ist mit einem grünen Seidenstoff hinterspannt. Im unteren Teil befindet sich das Windwerk: Zwei Schöpfbälge, die der Spieler mit den Füßen selbst bedienen kann fördern Luft in einen kleinen Magazinbalg der den Spielwind in die Windlade, die als Schleiflade gebaut ist, abgibt. Im oberen Teil sitzt die Windlade mit den Pfeifen und die gebrochene Klaviatur. Die Tasten öffnen beim Niederdrücken über Stecher die Ventile. Die Registerschleifen werden über eiserne Zugstangen bewegt. Die Disposition lautet:
| Manual CDE–c3 |      |  |
| Gedackt       | 8′   |  |
| Flöte         | 4′   |  |
| Prinzipal     | 2′   |  |
| Oktav         | 1′   |  |
| Quinte        | 1/3′ |  |

Das Instrument wurde 1911 von Joseph Sidlo aus Wien und 1983 von Johann Rickert restauriert. Es lagert derzeit im Depot des historischen Museums und befindet sich in einem spielbaren Zustand. Bei der letzten Restaurierung wurde ein zusätzliches Schleudergebläse eingebaut.